# Liste von Söhnen und Töchtern der Stadt Genf
Liste von Söhnen und Töchtern der Stadt Genf, ausgelagert aus dem Hauptartikel.

## A
- Ab’Aigre (1949–2006), Comiczeichner
- Assyr Abdulle (1971–2021), Mathematiker
- Georges Addor (1920–1982), Architekt
- Gustave Ador (1845–1928), Politiker und Präsident des Internationalen Komitees vom Roten Kreuz (IKRK)
- Jacques Aeschlimann (1908–1975), Journalist, Schriftsteller und Politiker
- Jacques-Laurent Agasse (1767–1849), Maler
- Alban Ajdini (* 1999), Fussballspieler
- Zeki Amdouni (* 2000), schweizerisch-türkischer Fussballspieler
- Henri-Frédéric Amiel (1821–1881), Schriftsteller und Philosoph
- Nora Anderegg (1908–2000), Malerin und Zeichnerin
- Isaac Salomon Anspach (1746–1825), evangelischer Geistlicher und Politiker
- Alexis Antunes (* 2000), Fussballspieler
- Adolphe Appia (1862–1928), Architekt
- Silvia Arber (* 1968), Neurobiologin
- Philip Arditti (* 1979), britisch-türkischer Schauspieler und Synchronsprecher
- Aimé Argand (1750–1803), Naturforscher und Unternehmer
- Jacques-Antoine Arlaud (1668–1743), Maler
- John M. Armleder (* 1948), Konzeptkünstler
- Laurence Auer (* 1959), Diplomatin
- Aufresne (1728–1804), Schauspieler und Regisseur
- Ricardo Azevedo (* 2001), schweizerisch-portugiesischer Fussballspieler

## B
- Alexandre Babel (* 1980), Experimental- und Improvisationsmusiker
- Delphine Bachmann (* 1988), Politikerin (Die Mitte)
- Dionys Baeriswyl (1944–2023), theoretischer Physiker
- François-Xavier Bagnoud (1961–1986), Pilot
- Leopold Banchini (* 1981), Architekt und Hochschullehrer
- Carlo Baratelli (1926–2017), Maler, Zeichner, Bildhauer und Kunstpädagoge
- Claude-Inga Barbey (* 1961), Komikerin, Schauspielerin und Schriftstellerin
- Marcelle Bard (1903–1988), erste evangelische Pfarrerin in Genf und Frauenrechtlerin
- Jean-Edouard Barde (1836–1904), evangelischer Geistlicher und Hochschullehrer
- Marie-Claire Barth-Frommel (1927–2019), evangelisch-reformierte Theologin, Missionarin und Dozentin
- Marc Bauer (* 1975), bildender Künstler
- Elisabeth Baulacre (1613–1693), Unternehmerin
- Jacques de Beaumont (1901–1985), Entomologe und Museumsdirektor
- Mathias Beche (* 1986), Autorennfahrer
- Leorat Bega (* 2003), schweizerisch-kosovarischer Fussballspieler
- Antoine Bellier (* 1996), Tennisspieler
- Pierre-François Bellot (1776–1836), Professor, Jurist, Hypothekenverwalter und Politiker aus dem Kanton Genf
- Jacques Berchtold (* 1959), Literaturwissenschaftler, Direktor der Fondation Bodmer
- Charles Jean Bernard (1876–1967), niederländischer Botaniker und Naturschützer
- Christophe Berthet (* 1960), Jazz- und Improvisationsmusiker
- Jean-Luc Bideau (* 1940), Schauspieler
- Marc Bielefeld (* 1966), Journalist und Autor
- Pierre Billon (* 1937), kanadisch-schweizerischer Schriftsteller und Drehbuchautor
- Serge Bimpage (* 1951), Journalist und Schriftsteller
- Jean Binet (1893–1960), Komponist und Musiker
- Marc Birkigt (1878–1953), Ingenieur und Unternehmer
- Celia von Bismarck (1971–2010), NGO-Beraterin
- Emmanuella Blaser (* 1945), Politikerin, Mitglied des Nationalrats
- Jean-Daniel Blavignac (1817–1876), Architekt
- Ernest Bloch (1880–1959), US-Komponist schweizerischer Herkunft
- Lucienne Bloch (1909–1999), schweizerisch-amerikanische Malerin, Bildhauerin und Fotografin
- Eugeniusz Bodo (1899–1943), polnischer Schauspieler, Filmregisseur und -produzent
- Stéphane Bohli (* 1983), Tennisspieler
- Laurence Boissier (1965–2022), Künstlerin und Schriftstellerin
- Caroline Boissier-Butini (1786–1836), Musikschaffende
- Charles Bonnet (1720–1793), Naturwissenschaftler und Philosoph
- Paul Ami Bonifas (1893–1967), Keramiker, Publizist und Kunstlehrer
- Emmanuelle Bonnet (* 1998), Musikerin
- Alain Borner (1932–2019), Politiker (FDP)
- Ami Bost (1790–1874), reformierter Erweckungsprediger
- Auguste Bouvier (1826–1893), reformierter Theologe
- Barthélemy Bouvier (1795–1848), evangelischer Geistlicher
- Nicolas Bouvier (1929–1998), Schriftsteller
- Thomas Bouvier (* 1962), Musiker, Schriftsteller und Fotograf
- Yvonne Bovard (1902–1984), Musikerin und Kommunistin
- Maggy Breittmayer (1888–1961), Geigerin
- Christine Brooke-Rose (1923–2012), britische Schriftstellerin
- Christiane Brunner (1947–2025), Gewerkschafterin und Politikerin
- Emilie Beneš Brzezinski (1932–2022), schweizerisch-US-amerikanische Bildhauerin
- Mickaël Buffaz (* 1979), französischer Radrennfahrer
- Amy Buisson (1649–1721), General in fremden Diensten
- Nicole Buloze (1942–1991), Mezzo-Sopranistin, Tänzerin und Choreografin
- Max Burgi (1882–1946), Journalist und Präsident der Union Cycliste Internationale
- Kate Burton (* 1957), US-amerikanische Schauspielerin
- Daniel Buscarlet (1898–1988), evangelischer Geistlicher
- Ami Butini (1718–1780), Plantagenbesitzer, Sklavenhalter und ethnografischer Sammler
- Cécile Butticaz (1884–1966), Ingenieurin

## C
- Julie Campiche (* 1983), Jazzmusikerin
- Clint Capela (* 1994), Basketballspieler
- Jaques Cart (1828–1913), evangelischer Geistlicher und Heimatforscher
- Isaac Casaubon (1559–1614), gelehrter Protestant, Humanist
- Méric Casaubon (1599–1671), englischer Gelehrter
- Jean-Jacques Castoldi (1804–1871), Nationalrat und Staatsrat
- Edouard Castres (1838–1902), Maler
- Elise Chabbey (* 1993), Radrennfahrerin und Kanutin
- Bernard Chaix (1920–2007), Ingenieur und Professor
- Jean-Jacques Challet-Venel (1811–1893), Politiker
- John James Chalon (1778–1854), Landschafts- und Genremaler sowie Lithograf in England
- Charles Chalumeau (1823–1886), Lehrer und Politiker
- Julia Chamorel (1916–2009), Schriftstellerin, Dramaturgin und Kommunistin
- Théodore Champion (1873–1954), Radrennfahrer und Briefmarkenhändler
- Auguste Chantre (1836–1912), evangelischer Geistlicher und Hochschullehrer
- Francis Chaponnière (1842–1924), evangelischer Theologe und Hochschullehrer
- Jean-Marc Chappuis (1924–1987), evangelischer Theologe und Hochschullehrer
- François Charbonnet (* 1972), Architekt und Universitätsprofessor
- Etienne Chastel (1801–1888), evangelischer Theologe und Hochschullehrer
- Sophie Chauveau (* 1999), französische Biathletin
- Bernard Chenevière (* 1946), Autorennfahrer
- Jean-Jacques-Caton Chenevière (1783–1871), evangelischer Geistlicher und Hochschullehrer
- Elie Chevieux (* 1973), Sportkletterer
- Loys Choquart (1920–1989), Jazzmusiker und Radiomoderator
- Henri Christiné (1867–1941), Komponist
- Alfred de Claparède (1842–1922), Diplomat
- David Claparède (1727–1801), evangelischer Geistlicher und Hochschullehrer
- Étienne Clavière (1735–1793), Bankier und Politiker
- Clemens VII. (1342–1394), Gegenpapst
- Marie Colinet (15??–16??), Hebamme
- Paul Collart (1902–1981), Archäologe
- Renée Colliard (1933–2022), Skirennfahrerin
- Abraham Constantin (1785–1855), Maler
- Henri Copponex (1907–1970), Schiffsarchitekt, Segler und Bronzemedaillen-Gewinner bei Olympia
- André Corboz (1928–2012), Kunsthistoriker
- Charles Cornu (1888–1966), Staatsanwalt und Richter
- Jean Coulin (1733–?), Goldschmied
- Vincent Coulin (1735–1809), Goldschmied
- Antoine Court de Gébelin (1719–1784), Theologe und Esoteriker
- Pierre Courthion (1902–1988), Kunsthistoriker und Schriftsteller
- Jaques Courvoisier (1900–1988), reformierter Theologe, Professor für Kirchengeschichte
- Gabriel Cramer (1704–1752), Mathematiker

## D
- Benoît Damon (* 1960), Schriftsteller
- Patrick Delachaux (1966–2024), Polizist und Schriftsteller
- Roger Delageneste (1929–2017), französischer Autorennfahrer
- Claude Delarue (1944–2011), Schriftsteller, Literaturkritiker und Verlagsmitarbeiter
- Jean-Denis Delétraz (* 1963), Autorennfahrer
- Jean Louis Delolme (1740–1806), Rechtsgelehrter
- Jean-André Deluc (1727–1817), Geologe und Meteorologe
- Serge Demierre (* 1956), Radrennfahrer
- Bertrand Denzler (* 1963), Jazz- und Improvisationsmusiker
- Laurence Deonna (1937–2023), Journalistin, Schriftstellerin und Fotografin
- Réjane Desvignes (* 1969), Autorin und Schauspielerin
- Joël Dicker (* 1985), Schriftsteller
- Edouard Diodati (1789–1860), evangelischer Geistlicher, Bibliothekar und Hochschullehrer
- Gabriel Diodati (1828–1914), Architekt
- Giovanni Diodati (1576–1649), reformierter Theologe und Bibelübersetzer
- Maxime Dominguez (* 1996), Fussballspieler
- Max Dominicé (1901–1975), evangelischer Geistlicher
- John Dubouchet (* 1937), Schriftsteller und Kulturmanager
- Jean-Louis Duby (1764–1849), evangelischer Geistlicher und Hochschullehrer
- Jean-Henri Duchosal (1819–1875), Mediziner und Politiker
- Julia Duchrow (* 1971), Völker- und Menschenrechtlerin
- Élie Ducommun (1833–1906), Friedensnobelpreisträger
- Armand Dufaux (1883–1941), französisch-schweizerischer Luftfahrtpionier und Erfinder
- Henri Dufaux (1879–1980), französisch-schweizerischer Luftfahrtpionier, Erfinder, Maler und Politiker
- Étienne Dumont (1759–1829), Jurist und Politiker
- Henry Dunant (1828–1910), Initiator der Rotkreuz-Bewegung und Mitbegründer des Internationalen Komitees vom Roten Kreuz
- Simon Durand (1838–1896), Genre- und Porträtmaler sowie Zeichner und Aquarellist
- Patrice Duret (* 1965), Schriftsteller, Bibliothekar und Verleger
- Jean-François Duval (* 1947), Journalist und Schriftsteller

## E
- Isabelle Eberhardt (1877–1904), russisch-schweizerische Entdeckerin und Reiseschriftstellerin
- Florian Eglin (* 1974), Schriftsteller
- Philippe Ehinger (* 1961), Musiker
- Pierre-Laurent Ellenberger (1943–2002), Schriftsteller
- Anne Emery-Torracinta (* 1958), Lehrerin und Politikerin (SP)
- Eugène Empeyta (1892–1951), Fechter
- Henri-Louis Empeytaz (1790–1853), evangelischer Geistlicher
- Henri D’Espine (1895–1982), evangelischer Geistlicher und Hochschullehrer

## F
- Jules Faesch (1833–1895), Ingenieur und Unternehmer
- André Falquet (1681–1755), Kaufmann
- Jean-Louis Falquet (1786–1842), Politiker und Bankier
- Guillaume Favre (1770–1851), Privatgelehrter, Politiker und Mäzen
- Louis Favre (1826–1879), Ingenieur, verantwortlich für den Bau des Gotthardtunnels
- Philippe Favre (1961–2013), Automobilrennfahrer
- Timothy Fayulu (* 1999), schweizerisch-kongolesischer Fussballspieler
- Kilian Feldbausch (* 2005), Tennisspieler
- Laurent Ferrier (* 1946), Unternehmer und Autorennfahrer
- Adolphe Ferrière (1879–1960), Reformpädagoge und Autor
- Edmond Fleg (1874–1963), französischer Schriftsteller schweizerischer Herkunft
- Sylvie Fleury (* 1961), Objektkünstlerin
- Guy Fontanet (1927–2014), Anwalt und Politiker
- Jean-Claude Fontanet (1925–2009), Schriftsteller
- Noël Fontanet (1898–1982), Grafiker, Zeichner, Bühnenbildner, Plakatkünstler, Karikaturist und Maler
- Augustus Wollaston Franks (1826–1897), englischer Altertumswissenschaftler und Kurator des Britischen Museums
- Silvia Francia (* 1961), Illustratorin, Plakatkünstlerin und Kunstlehrerin
- Frère Max (1921–1996), Theologe
- Vital Julian Frey (* 1979), Cembalist
- Ernst von Freyberg (* 1958), deutscher Jurist, Unternehmer und Manager
- Jérémy Frick (* 1993), Fussballspieler
- Gaspard Fritz (1716–1783), Komponist
- Jakob Fuglsang (* 1985), dänischer Radrennfahrer
- Georges Fulliquet (1863–1924), evangelischer Geistlicher und Hochschullehrer
- Frantz Fulpius (1869–1960), Architekt und Politiker
- Luigi Furlan (* 1963), italienischer Radrennfahrer
- Pierre-Yves Fux (* 1967), Klassischer Philologe und Diplomat, Botschafter der Schweizerischen Eidgenossenschaft

## G
- Emmanuelle Gagliardi (* 1976), Tennis-Profispielerin
- Jo Gagliardi (* 1934), Jazzmusiker
- Antoine Jean-Louis Galland (1792–1862), evangelischer Geistlicher und Hochschullehrer
- Pierre-Victor Galland (1822–1892), Maler
- Albert Gallatin (1761–1849), US-amerikanischer Politiker und Diplomat
- Auguste Gampert (1870–1936), evangelischer Geistlicher und Hochschullehrer
- Valérie de Gasparin (1813–1894), Schriftstellerin
- Lucien Gautier (1850–1924), evangelischer Theologe und Hochschullehrer in Lausanne
- Marguerite Gautier-Van Berchem (1892–1984), Kunsthistorikerin und IKRK-Delegierte
- Jean Gehret (1900–1956), Schauspieler, Regisseur und Filmproduzent
- Benoît Genecand (1964–2021), Politiker und Mitglied des Nationalrats
- Charles Genequand (1869–1950), evangelischer Geistlicher
- Paul Géroudet (1917–2006), Ornithologe, Lehrer, Übersetzer und Sachbuchautor
- Hélène de Gingins (1828–1905), Frauenrechtlerin
- Pierre Girard (1926–2022), Segler, Bronzemedaillen-Gewinner bei Olympia
- Lise Girardin (1921–2010), Politikerin
- Pierre Girod (1776–1844), Politiker
- Roger Girod (1921–2003), Soziologe und Hochschullehrer
- Auguste Glardon (1839–1922), evangelischer Geistlicher
- Théodore Godefroy (1580–1649), französischer Historiograph und Diplomat
- Marie Goegg-Pouchoulin (1826–1899), erste Frauenrechtlerin der Schweiz
- Marcel Golay (1927–2015), Astronom
- Claude Goretta (1929–2019), Filmregisseur und Fernsehproduzent
- Albert Gos (1852–1942), Musiker, Komponist, Landschaftsmaler und Autor
- Henri-Albert Gosse (1753–1816), Naturwissenschaftler und Apotheker
- Jacques Godefroy (1587–1652), Jurist und Politiker
- Emilie Gourd (1879–1946), Frauenrechtlerin
- Katerina Graham (* 1989), US-amerikanische Schauspielerin
- Maria Grand (* 1992), Jazzmusikerin
- Daniel Grosgurin (* 1949), Cellist
- Romain Grosjean (* 1986), französisch-schweizerischer Automobilrennfahrer
- Amile-Ursule Guillebaud (1800–nach 1880), Malerin
- Jérémy Guillemenot (* 1998), Fußballspieler
- Albert Guinchard (1914–1971), Fussballspieler
- Alain Guyonnet (* 1949), Jazzmusiker

## H
- Manu Hagmann (* 1980), Jazzmusiker
- Georges Haldas (1917–2010), Schriftsteller und Übersetzer
- Bernard Haller (1933–2009), Schauspieler und Komiker
- Jacques de Haller (* 1952), Arzt, Verbandsfunktionär und Politiker
- John Hay (1827–1916), britischer Admiral und Politiker
- Henri Henneberg (1877–1942), Radrennfahrer
- Ernest Henry (1885–1950), Ingenieur, Mitentwickler des Viertaktmotors
- Nikolai Hentsch (* 1983), brasilianischer Skirennfahrer
- Jean Hercourt (1912–1965), Schriftsteller
- Jeanne Hersch (1910–2000), Philosophin und Schriftstellerin
- Germain Henri Hess (1802–1850), Chemiker
- Arthur Hnatek (* 1990), Jazzmusiker
- Sarah Höfflin (* 1991), Freestyle-Skierin
- Mathis Holcbecher (* 2001), Fussballspieler
- Blanche Honegger-Moyse (1909–2011), Violinistin und Dirigentin
- Karen Horn (* 1966), deutsche Wirtschaftsjournalistin, Publizistin und Universitätsdozentin
- Jean Huber (1721–1786), Politiker, Silhouettenschneider und Maler
- François Huber (1750–1831), Naturforscher
- Marcel Huber (* 1927), Radrennfahrer
- Marie Huber (1695–1753), Übersetzerin, Herausgeberin und Verfasserin theologischer Werke
- John Hugentobler (* 1957), Radrennfahrer
- Daniel Humair (* 1938), Jazzmusiker

## I
- Benjamin Isaac (* 1945), israelischer Althistoriker
- Philipp von Ivernois  (1754–1813), preussischer Generalmajor

## J
- Laura Jacquemoud-Rossari (* 1957), Richterin
- Henri Jacquet (1888–1971), Fechter
- Luc Jaggi (1887–1976), Bildhauer
- Pierre Jeanneret (1896–1967), Architekt
- Thomas Jouannet (* 1970), Schauspieler
- Charles Journet (1891–1975), Kardinal der römisch-katholischen Kirche
- Louis Jurine (1751–1819), Arzt und Naturforscher

## K
- Sonia Kacem (* 1985), schweizerisch-tunesische bildende Künstlerin
- Kayije Kagame (* 1987), Künstlerin und Schauspielerin
- André Kaminski (1923–1991), Schriftsteller
- Carole-Anne Kast (* 1974), Politikerin
- Timothy Kast (* 1988), Eishockeyspieler
- Olivier Keller (* 1971), Eishockeyspieler und -funktionär
- André Klopmann (* 1961), französischsprachiger Journalist und Schriftsteller
- Fredy Knie senior (1920–2003), Zirkusdirektor
- Frederick A. Kolster (1883–1950), Radiopionier
- Vasilios Konstantinou (* 1992), zyprischer Hochspringer
- Pascale Kramer (* 1961), Schriftstellerin
- Nora Kronig Romero (* 1980), Diplomatin
- Dereck Kutesa (* 1997), Fußballspieler

## L
- Adrien Lachenal (1849–1918), Politiker (Bundesrat)
- Claude Landini (1926–2021), Basketballspieler
- Erik-Roger Lang (* 1930), Diplomat
- Madeleine Lanz (1936–2014), Künstlerin
- Yves Laplace (* 1958), Schriftsteller
- Berthe Lassieur (1882–1919), Künstlerin
- François Le Fort (1656–1699), erster russischer Admiral
- Georges-Louis Le Sage (1724–1803), Physiker
- Jean Leclerc (1657–1736), Theologe und Philologe
- Antoine Léger der Jüngere (1652–1719), evangelischer Geistlicher und Hochschullehrer
- Margitt Lehbert (* 1957), deutsche literarische Übersetzerin und Verlegerin
- Christine Lehmann (* 1958), deutsche Schriftstellerin
- Charles Lenz (1912–2008), Oberzolldirektor
- Simon L’Huilier (1750–1840), Mathematiker
- Jean-Étienne Liotard (1702–1789), Maler
- Alexandre Liess (* 1991), Schwimmer
- Henri-Clermond Lombard (1803–1895), Klimatologe und Arzt
- Jean-Georges Lossier (1911–2004), Schriftsteller, Literaturkritiker und Soziologe
- Ludwig Moritz von Lucadou (1741–1812), preussischer General
- Ludwig der Ältere (1413–1465), Herzog von Savoyen
- Ami Lullin (1695–1756), evangelischer Geistlicher und Hochschullehrer

## M
- Raymond Maffiolo (1938–2024), Fussballspieler
- Maurice Magnoni (* 1948), Jazzmusiker
- Corinne Maier (* 1963), Psychoanalytikerin
- Ella Maillart (1903–1997), Sportlerin und Reiseschriftstellerin
- César Malan (1787–1864), reformierter Lehrer und Pfarrer
- Albert Malche (1876–1956), Pädagoge und Politiker
- Jacques-André Mallet, Mathematiker, Astronom und Direktor der Genfer Sternwarte
- Gaspard Marchinville (1815–1877), Unternehmer, Stadtpräsident und Staatsrat
- Grégoire Maret (* 1975), Musiker
- Sebastian Marka (* 1978), deutscher Filmregisseur und Filmeditor
- Ernest Martin (1849–1910), evangelischer Geistlicher und Hochschullehrer
- Frank Martin (1890–1974), Komponist
- Jean-Ami Martin (1736–1807), evangelischer Geistlicher und Bibliothekar
- Victor Martin (1886–1964), Schweizer Klassischer Philologe (Gräzist) und Papyrologe
- William Martin (1888–1934), Journalist und Historiker
- Charles Martinet (1894–1976), Radrennfahrer
- Nicolas Masson (* 1972), Jazzmusiker
- Moina Mathers (1865–1928), englische Künstlerin und Rosenkreuzerin
- Louis Matute (* 1993), Jazz- und Fusionmusiker
- Théodore Maunoir (1806–1869), Mitbegründer des Internationalen Komitees vom Roten Kreuz
- Antoine Maurice der Jüngere (1716–1795), evangelischer Geistlicher und Hochschullehrer
- Liliane Maury Pasquier (* 1956), Politikerin
- Olivier May (* 1957), Schriftsteller
- Gilbert Mazliah (* 1942), Künstler und Autor
- Sofia Meakin (* 1998), Ruderin
- Matthieu Mégevand (* 1983), Schriftsteller und Verleger
- Barthélemy Menn (1815–1893), Landschaftsmaler
- Heinrich Menu von Minutoli (1772–1846), Entdecker und Altertumsforscher
- Alain Menu (* 1963), Autorennfahrer
- Louis Mermillod (1894–?), Radrennfahrer
- Joël Mesot (* 1964), Physiker, Präsident der ETH Zürich seit 2019
- Jean Mestrezat (1592–1657), schweizerisch-französischer protestantischer Kontroverstheologe und Autor
- Quentin Métral (* 1995), Beachvolleyballspieler
- Jacques-Barthélemy Micheli du Crest (1690–1766), Politiker und Wissenschaftler
- Vincenzo Minutoli (1639–1709), evangelischer Geistlicher und Hochschullehrer
- Jean Mohr (1925–2018), Dokumentarfotograf
- Diogo Monteiro (* 2005), portugiesisch-schweizerischer Fussballspieler
- Walter Hermann Moor (1895–1984), Architekt, Maler und Grafiker
- Edoardo Mortara (* 1987), italienischer Rennfahrer
- Henri Moser (* 1987), Autorennfahrer
- Thierry Moutinho (* 1991), schweizerisch-portugiesischer Fussballspieler
- Gustave Moynier (1826–1910), Jurist und Mitbegründer des Internationalen Komitees vom Roten Kreuz
- Patrice Mugny (* 1953), Politiker und Journalist
- Patrick Müller (* 1976), Fussballspieler
- David-François Munier (1798–1872), evangelischer Geistlicher und Hochschullehrer
- Amélie Munier-Romilly (1788–1875), Malerin

## N
- Violetta Napierska (1900–1985), deutsch-italienische Tänzerin und Filmschauspielerin
- Jacques Necker (1732–1804), Bankier und Finanzminister unter Ludwig XVI
- Louis Albert Necker (1786–1861), Naturwissenschaftler und Politiker
- Tanguy Nef (* 1996), Skirennfahrer
- Félix Neff (1797–1829), evangelischer Wanderprediger
- Jules Nicole (1842–1921), Gräzist und Papyrologe
- Johan Nikles (* 1997), Tennisspieler
- Roggerio Nyakossi (* 2004), Fussballspieler

## O
- Swann Oberson (* 1986), Schwimmerin
- Karim Ojjeh (* 1965), saudischer Unternehmer und Autorennfahrer
- André Oltramare (1884–1947), Altphilologe und Politiker (SP)
- Georges Oltramare (1896–1960), Politiker (Union nationale)
- Hugues Oltramare (1813–1891), evangelischer Geistlicher und Hochschullehrer
- Edin Omeragić (* 2002), Fussballspieler
- Arturo Ortiz (* 1966), spanischer Hochspringer
- Felipe Ortiz (* 1963), bolivianischer Autorennfahrer

## P
- Emmanuel Pahud (* 1970), Flötist
- Charles Panzéra (1896–1976), französischer Sänger und Musikpädagoge
- Raymond Passello (1905–1987), Fussballspieler
- Guilherme de Aguiar Patriota (* 1958), brasilianischer Diplomat
- Daniel Paunier (1936–2025), Altertumsforscher
- Renée Pellet (1905–1985), Politikerin
- Evaristo Pérez (* 1969), Jazzmusiker
- Mai-Thu Perret (* 1976), französisch-schweizerische bildende Künstlerin mit vietnamesischen Wurzeln
- Alexandre Perrier (1862–1936), Landschaftsmaler
- Michaël Perruchoud (* 1974), Schriftsteller, Sänger und Verleger
- Jean Petitot (1607–1691), Miniaturen- und Emaillemaler
- Fernande Peyrot (1888–1978), Komponistin, Dirigentin und Musikdozentin
- Pierre Picot (1746–1822), evangelischer Geistlicher und Hochschullehrer
- Charles Pictet de Rochemont (1755–1824), Politiker und Diplomat
- Gustave Pictet (1827–1900), Jurist und Politiker
- Jean Pictet (1914–2002), Jurist
- Lucien Pictet (1864–1928), Ingenieur, Fabrikant und Politiker
- Bénédict Pictet (1655–1724), evangelischer Geistlicher und Hochschullehrer
- Marc-Auguste Pictet (1752–1825), Naturwissenschaftler
- Théodore Piguet (1816–1889), Jurist und Politiker
- Christophe Pillon (* 1967), Autorennfahrer
- Robert Pinget (1919–1997), Schriftsteller
- Michel Piola (* 1958), Alpinist und Sportkletterer
- Anne-Marie Piuz (1923–2010), Wirtschaftshistorikerin und Professorin
- Patricia Plattner (1953–2016), Filmemacherin
- Francesca Pometta (1926–2016), Diplomatin
- Jean François Poncet (1714–1804), Uhrmacher und Juwelier
- Léa Pool (* 1950), Filmregisseurin und Drehbuchautorin
- Jakob Andreas Porte (1706–1787), Sprachwissenschaftler, reformierter Theologe und Geistlicher
- Jacques-Louis de Pourtalès (1722–1814), Schweizer Plantagenbesitzer, Unternehmer und Bankier
- James Pradier (1790–1852), französischer Bildhauer
- Pierre Prevost (1751–1839), Philosoph und Physiker
- Jacques Probst (* 1951), Dramatiker, Drehbuchautor und Schauspieler

## Q
- Catherine Queloz (* 1948), Kunsthistorikerin

## R
- Frédéric de Rabours (1879–1929), Schweizer Jurist und Politiker
- Anthony Racioppi (* 1998), Fussballtorhüter
- Philippe Rahmy (1965–2017), Schriftsteller
- Tariq Ramadan (* 1962), Wissenschaftler und politischer Aktivist
- Mikhaïl W. Ramseier (* 1964), Journalist und Schriftsteller
- Marcel Raymond (1897–1981), Literaturkritiker und Schriftsteller
- Walter Rehberg (1900–1957), Pianist, Komponist und Musikschriftsteller
- Albert Rheinwald (1882–1966), Schriftsteller und Kunstkritiker
- Alain Rickenbacher (1945–2015), Korpskommandant
- Nicolas Righetti (* 1967), Fotograf, Preisträger des World Press Photo Award
- Jean Rilliet (1908–1980), evangelischer Geistlicher und Hochschullehrer
- Gilbert Rist (1938–2023), Politologe
- Eugène Ritter (1836–1928), Historiker, Hochschullehrer und reformierter Theologe
- Alice Rivaz (1901–1998), Schriftstellerin
- Auguste Arthur de la Rive (1801–1873), Physiker
- Charles-Gaspard de la Rive (1770–1834), Physiker, Psychiater und Politiker
- Pierre-Louis de la Rive (1753–1817), Maler und Zeichner
- Lucien de la Rive (1834–1924), Physiker
- George Robert (1960–2016), Jazzmusiker und Musikpädagoge
- François de Roches (1701–1769), evangelischer Geistlicher und Hochschullehrer
- Marguerite Roesgen-Champion (1894–1976), Komponistin und Cembalistin
- Noëlle Roger (1874–1953), französischsprachige Schriftstellerin
- Lionel Rogg (* 1936), Organist und Komponist
- Olivier Rogg (* 1960), Jazzmusiker, Komponist und Orgelimprovisator
- Auguste Roquemont (1804–1852), portugiesischer Maler
- Marc Rosset (* 1970), Tennisspieler
- Jean-Jacques Rousseau (1712–1778), Schriftsteller und Philosoph
- Jean Rousset (1910–2002), Literaturkritiker und Schriftsteller
- Catherine Royaume (* ca. 1542–1605), Heldin der Escalade
- Jean Rudhardt (1922–2003), Religionshistoriker, Gräzist und Papyrologe
- Xavier Ruiz (* 1970), Filmproduzent und -regisseur
- Jacques Rutty (1849–1927), Jurist und Politiker

## S
- Bernard Santal (* 1960), Autorennfahrer
- Ferdinand de Saussure (1857–1913), Sprachwissenschaftler
- Horace-Bénédict de Saussure (1740–1799), Naturforscher
- Nicolas-Théodore de Saussure (1767–1845), Naturforscher
- Malik Sawadogo (* 2003), Fussballspieler
- Édouard Sayous (1842–1898), Historiker und Essayist
- Michael Schade (* 1965), Opern- und Konzertsänger
- Albert Schmidt (1883–1970), Maler und Graphiker
- Nelly Schreiber-Favre (1879–1972), Juristin
- Benoît Schwarz (* 1991), Curler
- Louis Schweitzer (* 1942), französischer Manager des Autokonzerns Renault
- Daniel Schweizer (* 1959), Dokumentarfilmer
- Frank Séchehaye (1907–1982), Fussballtorhüter und Automobilrennfahrer
- Philibert Secrétan (1926–2024), Philosoph
- Louis Segond (1810–1885), Theologe
- Philippe Senderos (* 1985), Fussballnationalspieler
- Jean Senebier (1742–1809), reformierter Pfarrer und Naturforscher
- Esther Sévérac (* 1989), deutsch-französische Harfenistin
- Pierre Eugène du Simitière (1737–1784), Künstler und Philosoph
- François Simon (1917–1982), Schauspieler
- Michel Simon (1895–1975), französischer Schauspieler
- Jacques Siron (* 1949), Musiker, Autor und Filmemacher
- Mario Soldini (1913–1993), Nationalrat, Genfer Grossrat, Oberst
- Nicolas Sordet (* 1958), Improvisationsmusiker und Komponist
- Michel Soutter (1932–1991), Filmregisseur
- Ezechiel Spanheim (1629–1710), deutscher Diplomat
- Friedrich Spanheim (1632–1701), deutscher Kirchenhistoriker
- Rodolphe Spichiger (* 1946), Botaniker
- Henry Spiess (1876–1940), Dichter
- Jean Starobinski (1920–2019), Literaturwissenschaftler, Medizinhistoriker und Ideengeschichtler
- Johann Melchior Steinberg (1625–1670), reformierter Theologe
- Philippe Stern (* 1938), Unternehmer, Präsident Uhrenmanufaktur Patek Philippe
- Maya Stojan (* 1986), Schauspielerin
- Charles-François Sturm (1803–1855), französischer Mathematiker
- Laurence Suhner (* 1966), Schriftstellerin und Comiczeichnerin

## T
- Alain Tanner (1929–2022), Filmregisseur
- Richard Tarnas (* 1950), US-amerikanischer Philosoph und Psychologe
- Isaac de Thellusson (1690–1855), Bankier
- Elisabeth Terroux (1759–1822), Miniaturenmalerin
- Sigismund Thalberg (1812–1871), österreichischer Komponist und Pianist
- Rodolphe Töpffer (1799–1846), Zeichner und Novellist
- Anne Torcapel (1916–1988), Architektin
- Vico Torriani (1920–1998), Sänger, Schauspieler, Showmaster
- Abraham Trembley (1710–1784), Zoologe
- Jean Trembley (1749–1811), Mathematiker und Philosoph
- Jean Robert Tronchin (1702–1788), Bankier
- François Turrettini (1623–1687), reformierter Theologe
- Auguste Turrettini (1818–1881), Altphilologe und Politiker
- Jean-Alphonse Turrettini (1671–1737), reformierter Theologe
- Maurice Turrettini (1878–1932), Architekt
- Cédrie Tynowski (* 1996), Handballspieler

## U
- Berthe Urasco (1898–unbekannt), Künstlerin der Art brut

## V
- Smilla Vallotto (* 2004), Fussballspielerin
- Jean-Pierre Vallotton (* 1955), Schriftsteller, Schauspieler, Literaturkritiker und Übersetzer
- Jean Vanier, CC, GOQ (1928–2019), kanadischer katholischer Theologe und Philosoph und Gründer von L’Arche
- Alcide Vaucher (1934–2022), Radrennfahrer
- Benjamin Vautier (1895–1974), Landschafts- und Stilllebenmaler
- Jacob Vernes (1728–1791), evangelischer Geistlicher
- Florian Vetsch (* 1941), Unternehmer und Autorennfahrer
- Johann Jacob Vitriarius (1679–1745), Rechtsgelehrter
- Johann Vogel (* 1977), Fussballspieler
- Marc Voltenauer (* 1973), Schriftsteller
- Jean Vuilleumier (1934–2012), Journalist und Schriftsteller

## W
- Henri-Louis Wakker (1875–1972), Geschäftsmann, Stifter des Wakkerpreis
- Nicolas Walder (* 1966), Bürgermeister von Carouge und Nationalrat (Grüne)
- René Waleff (1874–1961), französischer Ruderer
- Eliza von Wattenwyl-de Portes (1812–1914), Frauenrechtlerin
- Bernard Weber (* 1963), Filmemacher und Filmproduzent
- Hubert Weber (1908–1944), Maler
- Walter Weideli (1927–2020), Schriftsteller und Übersetzer
- Jean Weigle (1901–1968), Biophysiker
- Raymond Weil (1926–2014), Uhrmacher, Unternehmer und Verbandsfunktionär
- August Weiß (1832–1927), deutscher Schaumweinhersteller und Politiker
- Pierre Weiss (1952–2015), Wirtschafts- und Sozialwissenschaftler und Politiker
- Thierry van Werveke (1958–2009), luxemburgischer Schauspieler
- Albert Wessel (1829–1885), Jurist und Politiker
- Otto Wiedmer (1889–?), Radrennfahrer
- Françoise Wilhelmi de Toledo (* 1953), Ärztin, Fastenexpertin und Fachautorin
- Louis Willemin (1863–1941), Jurist und Politiker
- Richard Norris Williams (1891–1968), US-amerikanischer Tennisspieler
- Pierre Wissmer (1915–1992), schweizerisch-französischer Komponist, Pianist und Musikpädagoge

## Y
- Emile Yung (1854–1918), Zoologe
- Souheila Yacoub (* 1992), Schauspielerin

## Z
- Denis Zakaria (* 1996), Fussballspieler
- Fabrizio Zambrella (* 1986), Fussballspieler
- Quentin Zeller (* 1994), Volleyballspieler
- Yvette Z’Graggen (1920–2012), Schriftstellerin und Übersetzerin
- Jean Ziegler (* 1934), Politiker und Soziologe
- Reto Ziegler (* 1986), Fussballspieler
- Gérard Zinsstag (* 1941), Komponist und Flötist
- Céline Zuber-Roy (* 1983), Politikerin und Grossrätin
- Roger Zufferey (1936–2010), Jazzmusiker
- Albertine Zullo (* 1967), Zeichnerin, Illustratorin und Kinderbuch-Autorin